# جوست واير: طوكيو
جوست واير: طوكيو (بالإنجليزية: Ghostwire: Tokyo)‏ هي لعبة أكشن-مغامرات، من تطوير شركة تانغو جيم وركس ونشر بيثيسدا سوفت ووركس، اللعبة متوفرة على أجهزة بلاي ستيشن 5 ومايكروسوفت ويندوز، صدرت اللعبة في المتاجر بتاريخ 25 مارس 2022، تدعم اللعبة اللغة العربية.

## روابط خارجية
جوست واير: طوكيو على موقع IMDb (الإنجليزية)